# Сьютленд (станция метро)
Сьютленд (англ. Suitland) — открытая наземная станция Вашингтонгского метро на Зелёной линии. Она представлена одной островной платформой. Станция обслуживается Washington Metropolitan Area Transit Authority. Расположена в невключённой территории Сьютленд на пересечении Сильвер-Хилл-роуд и Сютленд-Паркуэй.
Станция была открыта 13 января 2001 года.
Поблизости к станции расположены штаб-квартира Бюро переписи населения США, три музея Смитсоновского института.
Открытие станции было совмещено с открытием ж/д линии длиной 10,5 км и ещё 4 станций: Конгресс-Хайтс, Сатен-авеню, Нэйлор-роуд и Бранч-авеню.